# Трећи прелазни период
Трећи прелазни период односи се на раздобље Старог Египта од смрти фараона Рамзеса XI 1070. п. н. е. до оснивања Двадесетшесте династије 664. п. н. е., након свргавања двадесетпете династије (владари из Нубије).

## Политичка догађања
Ово је раздобље обележено слабљењем фараонске власти. Чак је и за време Рамзеса његова (двадесета) династија губила утицај над Тебом у којој су свештеници постајали све моћнији. Након његове смрти његов наследник Смендес I је владао из града Таниса, а високи Амонови свештеници из Тебе владали су југом земље. Та је подела ипак била мање значајна јер се чини да су и фараони и свештеници потицали из породице.
Земљу је уједињена за време дватесетшесте династије коју је основао Шошенк I 945. или 943. п. н. е. Њега многи, посебно они који се позивају на историјску вредност Библије, сматрају да је потекао од мешвешких досељеника, док други, поготово они који проучавају Нубију, сматрају да је био Нубијац. То је земљи донело стабилност која је трајала више од сто година, али након владавине Осоркона III земља је поновно била подељена, па је Доњим Египтом владао Шошенк III из двадесет друге династије, а власт над Горњим и средњим Египтом имали су Такелот II и његов син Осоркон (касније се назвао Осоркон III). У Теби је избио грађански рат између снага Педубаста, који се прогласио фараоном и већ постојеће лозе Такелот II/Осоркон. Ове две стране су се непрестано сукобљавале а сукоб је решен тек у 39. години владања Шошенка III када је Осоркон V потпуно поразио непријатеља. Затим је основао горњоегипатску либијску династију Осоркон III - Такелот III - Рудамун, али то се краљевство распало убрзо након смрти Рудамуна и јачањем градова-држава под влашћу краљева као што су били Пефтјаубаст из Хераклеополиса, Нимлот из Хермополиса, и Ини из Тебе.
Нубијско краљевство на југу у потпуности је искористило ову поделу и политичку нестабилност. Кашта је проширио утицај свог краљевства тако да је наговорио врховну свештеницу Амона, уједно и кћи Такелота III, Схепенупет, да усвоји његову кћи Аменирдис, и да је прогласи својом наследницом. Његов наследник, Пи, је покренуо је поход на север и поразио удружене снаге неколико египатских владара као што су Пефтјаубаст, Осоркон IV из Таниса и Тефнакхт из Саиас. Пи је основао двадесетпету династију и поставио поражене владаре као управнике провинција. Наследник му је био прво брат Шабака а затим и његова два сина Шебитку и Тахарка.
До овог времена међународни углед Египта је знатно опао. Њихови страни савезници су потпали под утицај Асирије и негде око 700. п. н. е. било је јасно да је рат између те две државе само питање времена. Насупрот египатској величини и богатсву, Асирија је имала веће количине дрвета, што је Египту стално недостајло. То је омогућило Асирији да производи више ћумура потребног за топљење гвожђа и тиме више гвозденог оружја. Овај дебаланс је постао од критичне важности током асирске инвазије Египта 670. п. н. е.
Владавина Тахарке и његовог наследника (рођака) Танутамуна, била је испуњена сталним сукобима с Асирцима, и упркос многим египатским победама Теба је на крају заузета, а Мемфис опљачкан. Династија је дочекала свој крај с владарима у повученом граду Напати.